# 美國職棒大聯盟投出過完美一局的投手列表
在棒球裡，投手面對打擊區的打者投出三個好球時，即是奪下一個三振。而當投手在單局內面對的三名打者連續投了九球，就讓他們都以三球三振出局時，此局稱為完美一局（英語：immaculate inning）。截至2020年9月，美國職棒大聯盟史上一共有94名不同的投手曾經在一個半局內，連續投出九球將三名打者三振出局，最近一場投出完美一局的投手是克里夫蘭印地安人隊的扎克·普萊薩，他在2020年9月18日出賽時完成此項紀錄。這些投手中有七人曾經完成兩次以上完美一局，但沒有投手曾在單局完成連續投出十二球三振四名打者。約翰·克拉克森是首位完成完美一局的投手，他在1889年6月4日代表波士頓食豆人隊出戰費城貴格會隊時，於第三局完成此一紀錄。
完成完美一局的94名投手中，有72人是右投，其他22人則是左投。鮑勃·吉布森、藍迪·強森、佩卓·馬丁尼茲及諾蘭·萊恩四人也是3000三振俱樂部的成員。而在新人球季就投出完美一局的投手，史上只有馬虎·瑟斯頓、諾蘭·萊恩、韋德·麥利及托馬斯·帕農四人達成此項紀錄。萊恩也是第一位在美國聯盟及國家聯盟都投出過完美一局的投手。丹尼·傑克森是唯一在世界大賽（1985年）中完成完美一局的投手。

## 球員
| 投手（X）       | 投手姓名（括號內是投出完美一局的次數）                     |
| 日期            | 投出完美一局的日期                                         |
| 隊伍            | 投手當時所屬的球隊                                         |
| 對手            | 遭到該名投手以連續九球三振的隊伍                           |
| 局數            | 連續投出九球三振的局數                                     |
| 面對的打者（X） | 遭到連續九球三振的打者（括號內是該打者遭遇完美一局的次數） |
| 記分板          | 該場比賽記分板及詳細報導（如果有的話）                     |
| †               | 棒球名人堂成員                                             |
| ‡               | 現役球員                                                   |

| 投手                 | 日期           | 球隊               | 對手               | 局數   | 面對的打者                                                | 記分板  |
| -------------------- | -------------- | ------------------ | ------------------ | ------ | --------------------------------------------------------- | ------- |
| 約翰·克拉克森†       | 1889年6月4日   | 波士頓食豆人隊     | 費城貴格會隊       | 第三   | 吉姆·福格提、山姆·湯普森、席德·法拉爾                     | n/a     |
| 魯貝·瓦德爾†         | 1902年7月1日   | 費城運動家隊       | 巴爾的摩金鶯隊     | 第三   | 比利·吉爾伯特、哈里·豪威爾、約翰·克羅寧                   | n/a     |
| 帕特·拉根            | 1914年10月5日  | 布魯克林道奇隊     | 波士頓勇士隊       | 第八   | 彭蘇姆·惠特蒂德、布奇·施密特、瑞德·史密斯                 | n/a     |
| 喬·奧西格            | 1921年9月8日   | 波士頓勇士隊       | 費城費城人隊       | 第四   | 貝沃·萊布夫、賽·威廉斯、艾德·科內奇                       | [ 16 ]  |
| 馬虎·瑟斯頓          | 1923年8月22日  | 芝加哥白襪隊       | 費城運動家隊       | 第十二 | 貝提·麥克戈萬、齊克·加洛威、薩米·海爾                     | [ 17 ]  |
| 達齊·凡斯†           | 1924年9月14日  | 布魯克林羅賓隊     | 辛辛那提紅人隊     | 第二   | 山姆·布納、巴布爾斯·哈格雷夫、艾帕·羅西                   | [ 18 ]  |
| 雷夫提·葛洛夫†       | 1928年8月23日  | 費城運動家隊       | 克里夫蘭印地安人隊 | 第二   | 艾德·摩根、路德·哈維爾、馬丁·奧特里                       | [ 19 ]  |
| 雷夫提·葛洛夫† （2） | 1928年9月27日  | 費城運動家隊       | 芝加哥白襪隊       | 第七   | 莫伊·貝格、湯米·湯瑪斯、強尼·莫斯蒂爾                     | [ 20 ]  |
| 比利·霍夫特          | 1953年9月7日   | 底特律老虎隊       | 芝加哥白襪隊       | 第七   | 吉姆·里維拉、麥克·弗尼埃萊斯、齊科·卡拉斯奎爾             | [ 21 ]  |
| 羅賓·羅伯茲†         | 1956年4月17日  | 費城費城人隊       | 布魯克林道奇隊     | 第六   | 卡爾·弗瑞歐、查理·尼爾、桑迪·阿莫羅斯                     | [ 22 ]  |
| 吉姆·邦寧†           | 1959年8月2日   | 底特律老虎隊       | 波士頓紅襪隊       | 第九   | 山米·懷特、吉姆·馬霍尼、艾克·德洛克                       | [ 23 ]  |
| 山迪·柯法斯†         | 1962年6月30日  | 洛杉磯道奇隊       | 紐約大都會隊       | 第一   | 瑞奇·艾許伯恩、羅德·卡內爾、費利克斯·曼提亞               | [ 24 ]  |
| 山迪·柯法斯† （2）   | 1963年4月19日  | 洛杉磯道奇隊       | 休士頓45口俓手槍   | 第五   | 鮑伯·阿斯普羅蒙特、吉姆·坎貝爾、托克·法瑞爾               | [ 25 ]  |
| 湯尼·克隆寧格        | 1963年6月15日  | 密爾瓦基勇士       | 費城費城人隊       | 第八   | 湯尼·岡薩雷斯、克萊·達勒普爾、小魯本·艾馬里諾             | [ 26 ]  |
| 山迪·柯法斯† （3）   | 1964年4月18日  | 洛杉磯道奇隊       | 辛辛那提紅人隊     | 第三   | 里歐·卡登納斯、強尼·愛德華茲、吉姆·馬隆尼                 | [ 27 ]  |
| 鮑伯·布魯斯          | 1964年4月19日  | 休士頓45口俓手槍   | 聖路易紅雀隊       | 第八   | 比爾·懷特、查理·詹姆斯、肯·波耶                           | [ 28 ]  |
| 艾爾·唐寧            | 1967年8月11日  | 紐約洋基隊         | 克里夫蘭印地安人隊 | 第二   | 湯尼·霍爾頓、唐·德梅特、杜克·西姆斯                       | [ 29 ]  |
| 諾蘭·萊恩†           | 1968年4月19日  | 紐約大都會隊       | 洛杉磯道奇隊       | 第三   | 克勞德·歐斯汀、韋斯·帕克、佐里歐·韋薩爾斯                 | [ 30 ]  |
| 鮑勃·吉布森†         | 1969年5月12日  | 聖路易紅雀隊       | 洛杉磯道奇隊       | 第七   | 萊恩·加布里爾森、保羅·波波維奇、約翰·米勒                 | [ 31 ]  |
| 比爾·威爾遜          | 1971年7月6日   | 費城費城人隊       | 亞特蘭大勇士隊     | 第八   | 達瑞爾·埃文斯、哈爾·金、厄爾·威廉斯                       | [ 32 ]  |
| 約翰·史特勞馬爾      | 1971年7月10日  | 蒙特婁博覽會隊     | 費城費城人隊       | 第五   | 麥克·萊恩、伍迪·弗瑞曼、丹尼·杜爾                         | [ 33 ]  |
| 米爾特·巴帕斯        | 1971年9月24日  | 芝加哥小熊隊       | 費城費城人隊       | 第四   | 葛雷格·盧辛斯基、唐·莫尼、邁克·安德森                     | [ 34 ]  |
| 諾蘭·萊恩† （2）     | 1972年7月9日   | 加州天使隊         | 波士頓紅襪隊       | 第二   | 卡爾頓·費斯克、鮑伯·波達、胡安·貝尼奎斯                   | [ 35 ]  |
| 布魯斯·蘇特†         | 1977年9月8日   | 芝加哥小熊隊       | 蒙特婁博覽會隊     | 第九   | 艾利斯·瓦倫泰、蓋瑞·卡特、賴瑞·帕里許                     | [ 36 ]  |
| 佩卓·博爾本          | 1979年6月23日  | 辛辛那提紅人隊     | 舊金山巨人隊       | 第九   | 麥克·薩德克、蓋瑞·拉韋勒、比利·諾斯                       | [ 37 ]  |
| 林恩·麥克葛羅森      | 1979年8月25日  | 芝加哥小熊隊       | 舊金山巨人隊       | 第三   | 賴瑞·赫倫登、喬·史特蘭、傑克·克拉克                       | [ 38 ]  |
| 喬伊·麥勞夫林        | 1979年9月11日  | 亞特蘭大勇士隊     | 舊金山巨人隊       | 第七   | 賴瑞·赫倫登（2）、葛雷格·約翰斯頓、強尼·勒馬斯特          | [ 39 ]  |
| 羅恩·吉德里          | 1984年8月7日   | 紐約洋基隊         | 芝加哥白襪隊       | 第九   | 卡爾頓·費斯克（2）、湯姆·帕西奧雷克、葛雷格·盧辛斯基（2） | [ 40 ]  |
| 丹尼·傑克森          | 1985年10月24日 | 堪薩斯皇家隊       | 聖路易紅雀隊       | 第七   | 泰瑞·潘德爾頓、湯姆·涅托、布萊恩·哈波                     | [ 15 ]  |
| 傑夫·羅賓森          | 1987年9月7日   | 匹茲堡海盜隊       | 芝加哥小熊隊       | 第八   | 里昂·杜罕、安德烈·道森、拉斐爾·帕梅洛                     | [ 41 ]  |
| 羅布·迪布爾          | 1989年6月4日   | 辛辛那提紅人隊     | 聖地牙哥教士隊     | 第八   | 卡梅洛·馬丁尼茲、馬克·帕倫特、加里·坦伯頓                 | [ 42 ]  |
| 傑夫·蒙哥馬利        | 1990年4月29日  | 堪薩斯皇家隊       | 德州遊騎兵隊       | 第八   | 皮特·伊卡菲利、吉諾·佩特拉利、塔德·博斯萊                 | [ 43 ]  |
| 安迪·艾許比          | 1991年6月15日  | 費城費城人隊       | 辛辛那提紅人隊     | 第四   | 哈爾·莫里斯、托德·班辛傑、傑夫·里德                       | [ 44 ]  |
| 大衛·孔恩            | 1991年8月30日  | 紐約大都會隊       | 辛辛那提紅人隊     | 第五   | 赫姆·威寧漢、藍迪·邁爾斯、馬里亞諾·鄧肯                   | [ 45 ]  |
| 彼得·哈尼許          | 1991年9月6日   | 休士頓太空人隊     | 費城費城人隊       | 第七   | 韋斯·張伯倫、迪奇·索恩、荷西·迪海蘇斯                     | [ 46 ]  |
| 崔佛·威爾森          | 1992年6月7日   | 舊金山巨人隊       | 休士頓太空人隊     | 第九   | 傑夫·巴格威爾、艾瑞克·安東尼、拉斐爾·拉米瑞茲             | [ 47 ]  |
| 梅爾·羅哈斯          | 1994年5月11日  | 蒙特婁博覽會隊     | 紐約大都會隊       | 第九   | 大衛·塞吉、托德·杭德利、傑夫·麥克奈特                     | [ 48 ]  |
| 史丹·貝林達          | 1994年8月6日   | 堪薩斯皇家隊       | 西雅圖水手隊       | 第九   | 艾瑞克·安東尼（2）、克里斯·霍華德、路易斯·梭荷            | [ 49 ]  |
| 托德·沃雷爾          | 1995年8月13日  | 洛杉磯道奇隊       | 匹茲堡海盜隊       | 第九   | 馬克·約翰遜、安吉洛·恩卡納西翁、史提夫·佩格斯             | [ 50 ]  |
| 麥克·馬格南特        | 1997年8月22日  | 休士頓太空人隊     | 科羅拉多落磯隊     | 第九   | 艾利斯·伯克斯、哈維·普廉、傑夫·里德（2）                  | [ 51 ]  |
| 羅傑·克萊門斯        | 1997年9月18日  | 多倫多藍鳥隊       | 波士頓紅襪隊       | 第一   | 諾馬·賈西亞帕拉、約翰·瓦倫丁、摩·沃恩                     | [ 52 ]  |
| 道格·瓊斯            | 1997年9月23日  | 密爾瓦基釀酒人隊   | 堪薩斯皇家隊       | 第九   | 強尼·戴蒙、史考特·庫珀、羅德·梅耶斯                       | [ 53 ]  |
| 吉米·基伊            | 1998年4月14日  | 巴爾的摩金鶯隊     | 芝加哥白襪隊       | 第二   | 羅賓·范杜拉、馬吉里歐·歐多尼茲、雷·杜罕                   | [ 54 ]  |
| 麥克·穆西納†         | 1998年5月9日   | 巴爾的摩金鶯隊     | 坦帕灣魔鬼魚隊     | 第九   | 弗瑞德·麥葛里夫、保羅·索倫托、里奇·巴特勒                 | [ 55 ]  |
| 奧勒爾·赫西瑟        | 1998年6月16日  | 舊金山巨人隊       | 科羅拉多落磯隊     | 第四   | 艾利斯·伯克斯（2）、維尼·卡斯蒂亞、陶德·希爾頓            | [ 56 ]  |
| 藍迪·強森†           | 1998年9月2日   | 休士頓太空人隊     | 亞特蘭大勇士隊     | 第六   | 哈維・羅培茲、安德魯·瓊斯、葛雷格·寇布倫                  | [ 57 ]  |
| 海蘇斯·桑契斯        | 1998年9月13日  | 佛羅里達馬林魚隊   | 亞特蘭大勇士隊     | 第三   | 湯尼·葛拉夫法尼諾、葛瑞格·麥達克斯、沃特·魏斯             | [ 58 ]  |
| 謝恩·雷諾斯          | 1999年7月15日  | 休士頓太空人隊     | 底特律老虎隊       | 第一   | 胡安·恩卡納西翁、布萊德·奧斯摩斯、鮑比·希金森             | [ 59 ]  |
| B·J·萊恩             | 1999年9月5日   | 巴爾的摩金鶯隊     | 克里夫蘭印地安人隊 | 第六   | 曼尼·拉米瑞茲、吉姆·湯米、李奇·塞克森                     | [ 60 ]  |
| 藍迪·強森† （2）     | 2001年8月23日  | 亞利桑那響尾蛇隊   | 匹茲堡海盜隊       | 第六   | 湯尼·馬奈、小蓋瑞·馬修斯、傑克·威爾遜                     | [ 61 ]  |
| 傑森·伊茲林豪辛      | 2002年4月13日  | 聖路易紅雀隊       | 休士頓太空人隊     | 第九   | 達雷爾·沃德、荷西·維茲凱諾、胡里奧·盧戈                   | [ 62 ]  |
| 金炳賢               | 2002年5月11日  | 亞利桑那響尾蛇隊   | 費城費城人隊       | 第八   | 史考特·羅倫、麥克·李伯索、派特·布瑞爾                     | [ 63 ]  |
| 佩卓·馬丁尼茲†       | 2002年5月18日  | 波士頓紅襪隊       | 西雅圖水手隊       | 第一   | 鈴木一朗、馬克·麥克里莫爾、魯本·席耶拉                    | [ 64 ]  |
| 布萊恩·勞倫斯        | 2002年6月12日  | 聖地牙哥教士隊     | 巴爾的摩金鶯隊     | 第三   | 布魯克·福爾迪斯、傑瑞·小赫爾斯頓、梅爾文·摩拉             | [ 65 ]  |
| 布蘭登·巴克          | 2004年4月15日  | 休士頓太空人隊     | 密爾瓦基釀酒人隊   | 第八   | 比爾·霍爾、史考特·波塞尼克、克雷格·康塞爾                 | [ 66 ]  |
| 班·席茲              | 2004年6月13日  | 密爾瓦基釀酒人隊   | 休士頓太空人隊     | 第三   | 彼特·門若、克雷格·比吉歐、荷西·維茲凱諾(2)                | [ 67 ]  |
| 拉特洛伊・哈金斯     | 2004年9月11日  | 芝加哥小熊隊       | 佛羅里達馬林魚隊   | 第九   | 傑夫·柯奈恩、胡安·恩卡納西翁（2）、阿萊克斯·岡薩雷斯      | [ 68 ]  |
| 里克·赫爾林          | 2006年6月20日  | 密爾瓦基釀酒人隊   | 底特律老虎隊       | 第一   | 柯蒂士·格蘭德森、普拉西多·波蘭柯、伊凡·羅德里奎茲         | [ 69 ]  |
| 巴迪·卡萊爾          | 2007年7月6日   | 亞特蘭大勇士隊     | 聖地牙哥教士隊     | 第四   | 克利爾·格林、拉塞爾·布蘭揚、小荷西·克魯茲                 | [ 70 ]  |
| 理查·哈登            | 2008年6月8日   | 奧克蘭運動家隊     | 洛杉磯天使隊       | 第一   | 梅西爾·伊茲圖里斯、霍伊·肯德瑞克、蓋瑞·安德森             | [ 71 ]  |
| 費利克斯·赫南德茲‡   | 2008年6月17日  | 西雅圖水手隊       | 佛羅里達馬林魚隊   | 第四   | 傑里米·赫米達、荷黑·坎圖、麥克·雅各                       | [ 72 ]  |
| A·J·柏奈特           | 2009年6月20日  | 紐約洋基隊         | 佛羅里達馬林魚隊   | 第三   | 喬許·詹森、克里斯·柯格蘭、艾米里歐·邦尼法西歐             | [ 73 ]  |
| 羅斯·奧倫道夫        | 2009年9月5日   | 匹茲堡海盜隊       | 聖路易紅雀隊       | 第七   | 克利爾·格林（2）、胡里奧·盧戈（2）、傑森·拉魯             | [ 74 ]  |
| 拉斐爾·索利安諾      | 2010年8月23日  | 坦帕灣光芒隊       | 洛杉磯天使隊       | 第九   | 艾瑞克·艾巴、麥克·拿坡里、彼得·波荷斯                     | [ 75 ]  |
| 喬丹·齊默爾曼‡       | 2011年5月6日   | 華盛頓國民隊       | 佛羅里達馬林魚隊   | 第二   | 賈恩卡洛·斯坦頓、葛雷格·杜伯斯、約翰·巴克                 | [ 76 ]  |
| 胡安·培瑞茲          | 2011年7月8日   | 費城費城人隊       | 亞特蘭大勇士隊     | 第十   | 傑森·海沃德、內特·麥克勞斯、威爾金·拉米瑞茲               | [ 77 ]  |
| 克雷·布克霍爾茲‡     | 2012年8月16日  | 波士頓紅襪隊       | 巴爾的摩金鶯隊     | 第六   | 亞當·瓊斯、麥特·威特斯、克里斯·戴維斯                     | [ 78 ]  |
| 韋德·麥利‡           | 2012年10月1日  | 亞利桑那響尾蛇隊   | 科羅拉多落磯隊     | 第三   | 強納森·赫瑞拉、德魯·帕默倫茲、喬許·拉特利奇               | [ 79 ]  |
| 伊萬·諾瓦‡           | 2013年5月29日  | 紐約洋基隊         | 紐約大都會隊       | 第八   | 艾克·戴維斯、麥克·巴科斯特、魯本·特哈達                   | [ 80 ]  |
| 史蒂夫·迪拉巴爾      | 2013年7月30日  | 多倫多藍鳥隊       | 奧克蘭運動家隊     | 第八   | 亞當·羅索雷斯、可可·克里斯普、克里斯·揚                   | [ 81 ]  |
| 布萊德·巴克斯伯格‡   | 2014年5月8日   | 坦帕灣光芒隊       | 巴爾的摩金鶯隊     | 第六   | 史蒂夫·皮爾斯、強納森·史寇普、卡雷布·喬瑟夫               | [ 82 ]  |
| 科爾·漢梅爾斯‡       | 2014年5月17日  | 費城費城人隊       | 辛辛那提紅人隊     | 第三   | 扎克·柯薩特、布蘭登·菲利浦斯、陶德·弗雷澤                 | [ 83 ]  |
| 賈斯汀·馬斯特森      | 2014年6月2日   | 克里夫蘭印地安人隊 | 波士頓紅襪隊       | 第四   | 喬尼·戈梅斯、格雷迪·塞斯摩爾、史蒂芬·祖魯                 | [ 84 ]  |
| 蓋瑞特·理查斯‡       | 2014年6月4日   | 洛杉磯天使隊       | 休士頓太空人隊     | 第二   | 喬恩·辛格登、梅特·多明尼茲、克里斯·卡特                   | [ 85 ]  |
| 雷克斯·布羅瑟斯‡     | 2014年6月14日  | 科羅拉多落磯隊     | 舊金山巨人隊       | 第八   | 麥可·摩士、布蘭登·克勞佛、格雷戈爾·布朗科                 | [ 86 ]  |
| 卡洛斯·康崔拉斯      | 2014年7月11日  | 辛辛那提紅人隊     | 匹茲堡海盜隊       | 第七   | 喬迪·默瑟、傑夫·盧克、格瑞戈里·波朗柯                     | [ 87 ]  |
| 布蘭登·麥卡錫        | 2014年9月17日  | 紐約洋基隊         | 坦帕灣光芒隊       | 第七   | 威爾·邁爾斯、尼克·富蘭克林、馬特·喬伊斯                   | [ 88 ]  |
| 麥克·菲爾斯‡         | 2015年5月7日   | 密爾瓦基釀酒人隊   | 洛杉磯道奇隊       | 第四   | 安立奎·赫南德茲、卡洛斯·弗里亞斯、賈克·彼得森             | [ 89 ]  |
| 桑提亞哥·卡西亞‡     | 2015年5月17日  | 舊金山巨人隊       | 辛辛那提紅人隊     | 第九   | 馬龍·貝德、布蘭登·菲利浦斯（2）、傑·布魯斯                | [ 90 ]  |
| 胡安·尼卡西歐‡       | 2016年7月4日   | 匹茲堡海盜隊       | 聖路易紅雀隊       | 第八   | 史蒂芬·皮斯考提、約翰尼·普拉塔（2）、雅迪爾·莫里納        | [ 91 ]  |
| 德魯·史托倫‡         | 2017年4月18日  | 辛辛那提紅人隊     | 巴爾的摩金鶯隊     | 第九   | 強納森·史寇普（2）、J·J·哈迪、金賢洙                      | [ 92 ]  |
| 克雷格·金布雷爾‡     | 2017年5月11日  | 波士頓紅襪隊       | 密爾瓦基釀酒人隊   | 第九   | 赫爾南·佩雷斯、崔維斯·蕭爾、多明哥·山塔那                 | [ 93 ]  |
| 麥斯·薛澤‡           | 2017年5月14日  | 華盛頓國民隊       | 費城費城人隊       | 第五   | 塞薩爾·赫南德茲、奧杜貝爾·埃雷拉、亞倫·阿爾瑟             | [ 94 ]  |
| 肯利·簡森‡           | 2017年5月18日  | 洛杉磯道奇隊       | 邁阿密馬林魚隊     | 第九   | 德瑞克·迪崔奇、J·T·瑞鐸、鈴木一朗（2）                    | [ 95 ]  |
| 卡洛斯·卡拉斯可‡     | 2017年7月7日   | 克里夫蘭印地安人隊 | 底特律老虎隊       | 第五   | 尼克·卡斯提亞諾斯、米奇·馬圖克、荷西·伊格萊西亞斯         | [ 96 ]  |
| 戴林·貝坦西斯‡       | 2017年8月2日   | 紐約洋基隊         | 底特律老虎隊       | 第八   | 吉姆·阿杜奇、賈斯汀·厄普頓、米格爾·卡布瑞拉               | [ 97 ]  |
| 荷西·艾爾法拉多‡     | 2017年8月4日   | 坦帕灣光芒隊       | 密爾瓦基釀酒人隊   | 第九   | 崔維斯·蕭爾（2）、海蘇斯·阿吉拉、赫南·培瑞茲（2）         | [ 98 ]  |
| 瑞克·波瑟羅‡         | 2017年8月9日   | 波士頓紅襪隊       | 坦帕灣光芒隊       | 第五   | 特雷弗·普勞夫、威森·拉莫斯、麥勒克斯·史密斯               | [ 99 ]  |
| 凱文·高斯曼‡         | 2018年4月23日  | 巴爾的摩金鶯隊     | 克里夫蘭印地安人隊 | 第七   | 揚德·阿隆索、楊·高姆茲、布萊德利·辛默                     | [ 100 ] |
| 麥斯·薛澤‡ （2）     | 2018年6月5日   | 華盛頓國民隊       | 坦帕灣光芒隊       | 第六   | 強尼·菲爾德、克里斯蒂安·阿羅伊、丹尼爾·羅伯遜             | [ 101 ] |
| 赫曼·馬奎茲‡         | 2018年8月8日   | 科羅拉多落磯隊     | 匹茲堡海盜隊       | 第四   | 柯瑞·迪克森、史達林·馬提、格瑞戈里·波朗柯（2）            | [ 102 ] |
| 薩克·羅斯卡普‡       | 2018年8月19日  | 洛杉磯道奇隊       | 西雅圖水手隊       | 第九   | 凱爾·席格、萊昂·希利、卡麥隆·梅賓                         | [ 103 ] |
| 賈許·海德‡           | 2019年3月30日  | 密爾瓦基釀酒人隊   | 聖路易紅雀隊       | 第九   | 泰勒·歐尼爾、德克斯特·福勒、亞羅·穆紐茲                   | [ 104 ] |
| 托馬斯·帕農‡         | 2019年4月14日  | 多倫多藍鳥隊       | 坦帕灣光芒隊       | 第五   | 阿法薩耶爾·賈西亞、布蘭登·勞爾、丹尼爾·羅伯遜（2）        | [ 105 ] |
| 克里斯·塞爾‡         | 2019年5月8日   | 波士頓紅襪隊       | 巴爾的摩金鶯隊     | 第七   | 漢瑟·阿爾貝托、小德懷特·史密斯、史提夫·威爾克森           | [ 106 ] |
| 克里斯·塞爾‡ （2）   | 2019年6月5日   | 波士頓紅襪隊       | 堪薩斯皇家隊       | 第八   | 凱爾文·古提耶雷斯、尼奇·羅培茲、馬丁·馬唐納多             | [ 107 ] |
| 史蒂芬·史崔斯伯格‡   | 2019年7月3日   | 華盛頓國民隊       | 邁阿密馬林魚隊     | 第四   | 蓋瑞特·庫珀、尼爾·沃克、史達林·卡斯楚                     | [ 108 ] |
| 凱文·高斯曼‡ （2）   | 2019年8月18日  | 辛辛那提紅人隊     | 聖路易紅雀隊       | 第九   | 亞羅·穆紐茲、德克斯特·福勒（2）、{湯米·艾德曼             | [ 109 ] |
| 克里斯·馬丁‡         | 2019年9月11日  | 亞特蘭大勇士隊     | 費城費城人隊       | 第七   | 塞薩爾·赫南德茲（2）、傑·布魯斯（2）、羅根·莫里森         | [ 110 ] |
| 威爾·哈里斯‡         | 2019年9月27日  | 休士頓太空人隊     | 洛杉磯天使隊       | 第八   | 加勒·科瓦特、麥特·泰斯、麥可·赫莫西歐                     | [ 111 ] |
| 扎克·普萊薩‡         | 2020年9月18日  | 克里夫蘭印地安人隊 | 底特律老虎隊       | 第二   | 荷黑·邦尼法西歐、尼可·古德隆姆、奧斯汀·羅邁               | [ 112 ] |
| 約翰·奧維耶多‡       | 2023年5月24日  | 匹茲堡海盜隊       | 德州遊騎兵隊       | 第四   | 喬納·海姆、羅比·葛洛斯曼、喬許·史密斯                     | [ 113 ] |
| 麥可·寇佩克‡         | 2024年7月10日  | 芝加哥白襪隊       | 明尼蘇達雙城       | 第九   | 布魯克斯·李、馬特·沃爾納、麥克斯·克普勒                   | [ 114 ] |
| 萊恩·派皮歐‡         | 2024年9月19日  | 坦帕灣光芒隊       | 波士頓紅襪隊       | 第五   | 康納·王、威里爾·阿布瑞尤、崔斯頓·卡薩斯                   | [ 115 ] |
| 卡爾·庫安崔爾‡       | 2025年5月18日  | 邁阿密馬林魚隊     | 坦帕灣光芒隊       | 第四   | 喬納森·亞蘭達、克里斯多福·莫雷爾、卡麥隆·麥斯納           | [ 116 ] |
| 布蘭登·楊恩‡         | 2025年7月8日   | 巴爾的摩金鶯隊     | 紐約大都會隊       | 第五   | 傑西·溫克爾、傑夫·麥克尼爾、路易斯·托倫斯                 | [ 117 ] |

## 註腳
1. ↑  如果球員宣布退休或是已經整個球季未出賽，將被視為非現役球員